# Birth in Reverse
«Birth in Reverse» — песня, написанная и исполненная St. Vincent, выпущенная ведущим синглом из её четвёртого студийного альбома, St. Vincent. Видео с аудиотреком песни было выпущено 9 декабря 2013 года, за день до официального релиза песни синглом. Музыкальное видео на песню было опубликовано 16 декабря 2014 года. 17 мая 2014 года St. Vincent исполнила песню в финале Saturday Night Live.

## Музыкальное видео
Музыкальное видео на «Birth in Reverse» снял Уилло Перрон, он также выступил креативным директором фона обложки St. Vincent. На видео Энни Кларк танцует и играет на гитаре на фоне космоса.

## Рецензии критиков
Песня получила положительные отзывы критиков. Так, Девон Мэлоун из Pitchfork назвал песню «энергичной», в то время как Робин Смит из PopMatters написал, что песню «следует понять», и похвалил «космическую, пронзительную гитару». «Birth in Reverse» заняла 56-е место в опросе критиков Pazz & Jop 2014 года.

## Список композиций

### 7" винил
| №  | Название          | Длительность |
| -- | ----------------- | ------------ |
| 1. | «Digital Witness» | 3:22         |

| №  | Название           | Длительность |
| -- | ------------------ | ------------ |
| 1. | «Birth in Reverse» | 3:15         |

### Цифровая дистрибуция
| №  | Название           | Длительность |
| -- | ------------------ | ------------ |
| 1. | «Birth in Reverse» | 3:15         |